# 비가 오나 눈이 오나
<비가 오나 눈이 오나>는 하동균이 2008년 6월 발표한 디지털 싱글 앨범이다.

## 수록곡
1. 비가 오나 눈이 오나
2. 비가 오나 눈이 오나 (Inst.)

## 참고 문서
- 네이버 뮤직